# Neogene dynaeus
Neogene dynaeus is een vlinder uit de familie van de pijlstaarten (Sphingidae). De wetenschappelijke naam van de soort werd in 1927 gepubliceerd door Jacob Hubner.